# Солокма
Солокма (рум. Solocma) — село у повіті Муреш в Румунії. Входить до складу комуни Гіндарі.
Село розташоване на відстані 242 км на північ від Бухареста, 34 км на схід від Тиргу-Муреша, 111 км на схід від Клуж-Напоки, 102 км на північний захід від Брашова.

## Населення
За даними перепису населення 2002 року у селі проживали 415 осіб.
Національний склад населення села:
| Національність | Кількість осіб | Відсоток |
| -------------- | -------------- | -------- |
| угорці         | 409            | 98,6%    |
| румуни         | 6              | 1,4%     |

Рідною мовою назвали:
| Мова      | Кількість осіб | Відсоток |
| --------- | -------------- | -------- |
| угорська  | 409            | 98,6%    |
| румунська | 6              | 1,4%     |